# 下戸山古墳
下戸山古墳（しもとやまこふん）は、滋賀県栗東市下戸山にある古墳。形状は円墳。栗東市指定史跡に指定されている。

## 概要

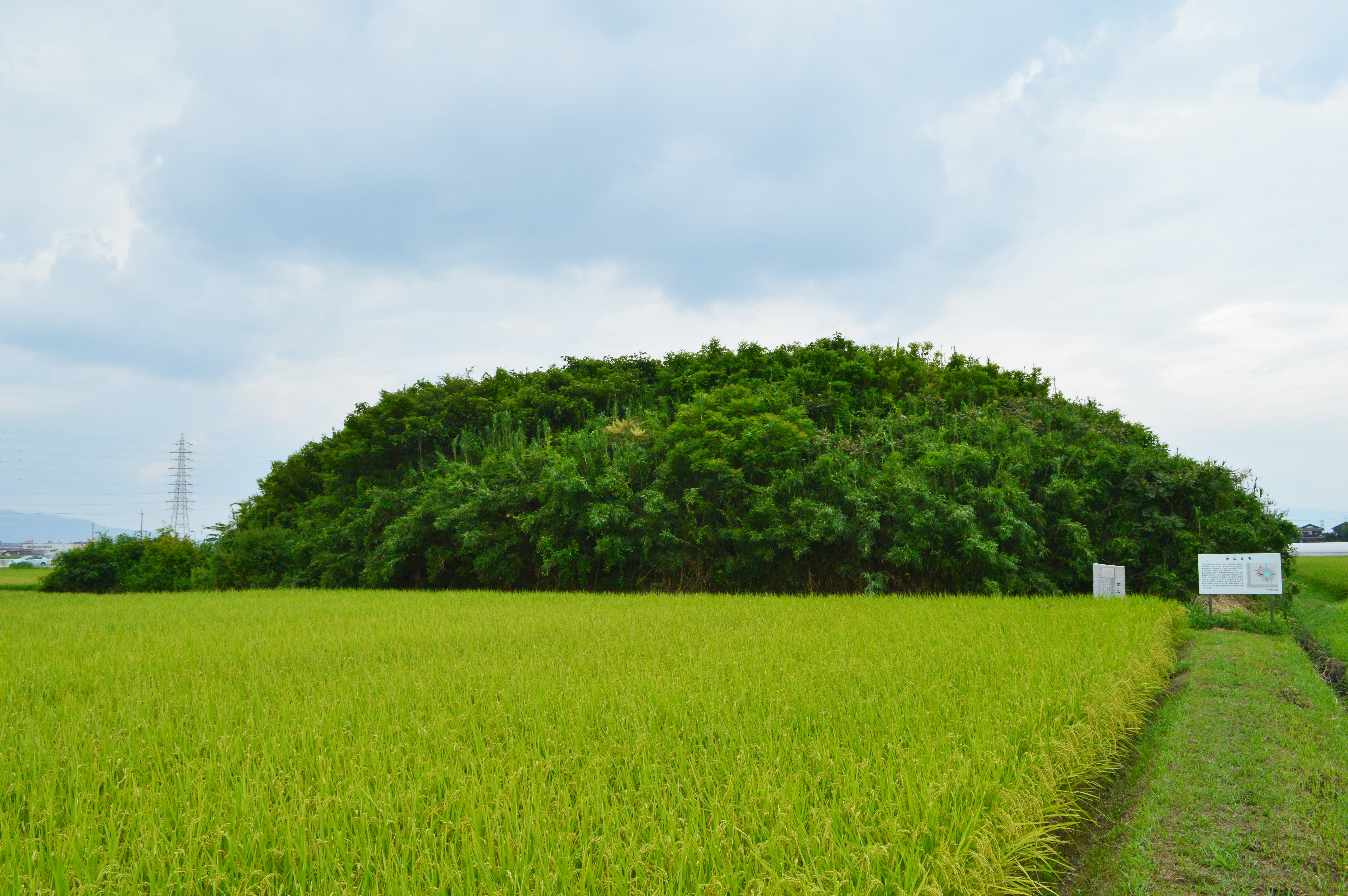
地山古墳（栗東市岡）

滋賀県南部、金勝山地から派生した丘陵上に築造された古墳である。現在までに墳丘周囲は墓地化しているほか、これまでに測量調査・発掘調査が実施されている。
墳形は円形で、直径約50メートル・高さ7.5メートルを測る（ただし西側に前方部を持つ前方後円墳の可能性が残る）。墳丘表面では葺石（角礫状石材）・埴輪（壺形または朝顔形埴輪）が検出されている。また墳丘南側では周濠が巡らされ（全周するかは不明）、周濠内からは土師器が出土している。埋葬施設は明らかでないが、かつて墳頂部が大きく陥没していたため盗掘に遭っていると推測される。
この下戸山古墳は、出土埴輪・土器より古墳時代中期の4世紀末-5世紀初頭頃の築造と推定される。北谷11号墳（草津市山寺町）に後続し、地山古墳（栗東市岡）に先行する野洲川左岸地域の首長墓に位置づけられる。具体的な被葬者は明らかでないが、同丘陵上には小槻大社（式内社）があり、本古墳含む一連の首長墓群と古代豪族の小槻山君一族との関連性を指摘する説が挙げられている。
古墳域は1999年（平成11年）に旧栗東町指定史跡（現在は栗東市指定史跡）に指定されている。

## 遺跡歴
- 1993・1997-1998年（平成5・9-10年）、地形測量調査・範囲確認発掘調査（旧栗東町教育委員会）。
- 1999年（平成11年）3月3日、旧栗東町指定史跡（現在は栗東市指定史跡）に指定[5]。

## 文化財

### 栗東市指定文化財
- 史跡
  - 下戸山古墳 - 1999年（平成11年）3月3日指定[5]。

## 関連文献
（記事執筆に使用していない関連文献）
- 『埋蔵文化財発掘調査 1998年度年報』栗東町教育委員会・栗東町文化体育振興事業団、2000年。